# Copa dos Campeões de Voleibol Feminino
Copa dos Campeões de Voleibol Feminino foi uma competição internacional de voleibol organizada pela Federação Internacional de Voleibol (FIVB). Foi criada em 1993, sendo jogada a cada quatro anos, sempre no ano posterior à realização dos Jogos Olímpicos.

## História
A Copa dos Campeões foi criada em 1993, depois que mudanças radicais foram feitas nos maiores torneios organizados pela FIVB. A principal meta era que todos os anos tivessem, ao menos, uma competição de voleibol a nível mundial. Este foi o único torneio da FIVB que não dava pontos para o ranking mundial.
Esta competição foi marcada pelo equilíbrio. Em sete edições disputadas, apenas o Brasil (2005 e 2013) e a China (2001 e 2017) conquistaram mais de um título. Nas demais edições uma seleção diferente venceu: Cuba em 1993, Rússia em 1997 e Itália em 2009.
Após o cancelamento da edição de 2021 por conta da pandemia de COVID-19, em 22 de junho de 2023 o calendário internacional para o triênio 2025–2028 aprovado pela FIVB passou a contemplar os Campeonatos Mundiais a serem disputados a cada dois anos e em anos ímpares. Isso significou o descontinuamento da Copa dos Campões e suba substituição pelo Campeonato Mundial.

## Formato da competição
A Copa dos Campeões sempre teve basicamente a mesma fórmula desde a sua primeira edição. O resumo prático segue abaixo.
- A competição acontece sempre no Japão.[3]
- Seis times participam em cada evento:[4]
  - O Japão por ser a nação anfitriã;
  - Os quatro campeões continentais (cujos continentes alcançaram as posições mais altas nos Jogos Olímpicos anteriores);
  - Uma equipe convidada pela FIVB.
- Disputa em pontos corridos.[3]
- As posições finais são calculadas através de critérios de voleibol habituais: número de vitórias, quantidade de pontos, sets average (divisão de sets ganhos e perdidos), point average (divisão do total de pontos ganhos pelo total de pontos perdidos), confronto direto.[5]

## Quadro de medalhas
| Ordem | País                 | Medalha de ouro | Medalha de prata | Medalha de bronze | Total |
| ----- | -------------------- | --------------- | ---------------- | ----------------- | ----- |
| 1     | Brasil               | 2               | 2                | 1                 | 5     |
| 2     | China                | 2               | 1                | 1                 | 4     |
| 3     | Rússia               | 1               | 1                | 1                 | 3     |
| 4     | Cuba                 | 1               | 1                | 0                 | 2     |
| 5     | Itália               | 1               | 0                | 0                 | 1     |
| 6     | Estados Unidos       | 0               | 2                | 1                 | 3     |
| 7     | Japão                | 0               | 0                | 2                 | 2     |
| 8     | República Dominicana | 0               | 0                | 1                 | 1     |

## MVPspor edição
- 1993 – CUB Regla Bell
- 1997 – RUS Evgenia Artamonova
- 2001 – CHN Yang Hao
- 2005 – BRA Sheilla Castro[11]
- 2009 – ITA Simona Gioli
- 2013 – BRA Fabiana Claudino[12]
- 2017 – CHN Zhu Ting[13]